# 鴨島町敷地
鴨島町敷地（かもじまちょうしきじ）は、徳島県吉野川市の大字。郵便番号は〒776-0031。

## 地理
南は名西郡神山町、東は鴨島町飯尾、西は鴨島町樋山地・川島町山田、北は鴨島町西麻植と接する。
集落地域は平坦地となっている。当地の農産物は稲のほか、ハッサクや温州ミカンが生産されており、大半が兼業農家である。

### 河川
- 飯尾川
- 藤井川

### 小字
| - 赤坂 - 雨足 - 井堰 - 壱町地 - 兎ケ内 | - 梅ノ宮 - 円生 - 呉谷 - 桜窪 - 山王 | - 鳥取畑 - 長原 - 西ノ宮 - 八反地 - 平山 | - 正延 - 宮ノ北 |  |

## 歴史
- 2004年（平成16年）10月1日 - 麻植郡鴨島町が川島町・山川町・美郷村と合併して吉野川市となり、現在の町名となる。

## 施設
- 国立病院機構徳島病院
- 徳島県立鴨島支援学校
- 敷島神社
- 龍寿神社
- 金刀比羅神社
- 長戸庵

## 交通

### 道路
国道
- 国道192号

都道府県道
- 徳島県道238号川島西麻植停車場線
- 徳島県道240号西麻植下浦線

## 出身
- 近藤廉平 - 実業家